# Milena Mayorga
Carmen Milena Mayorga Valera (San Salvador, 22 de abril de 1976) es una política, diplomática, periodista, exmodelo salvadoreña y exconcursante de belleza quien representó a El Salvador en Miss Universo 1996. Es la embajadora de El Salvador en Estados Unidos desde el 1 de diciembre de 2020. Fue diputada en la Asamblea Legislativa de El Salvador durante el período 2018-2020.

## Biografía
Nació en San Salvador, el 22 de abril de 1976. Mayorga tiene dos hijos.[cita requerida] Después de graduarse de bachiller, en 1990 ingresó al programa de televisión de más larga duración en El Salvador, Fin de Semana junto a Willie Maldonado. En 1996 participó en Miss Universo 1996 y terminó entre las diez primeras finalistas.
En 1999 fue presentadora de noticias en el programa Teledos de la Telecorporación Salvadoreña. En 2005, Mayorga formó parte de un grupo nuevo de presentadores en el programa matutino de televisión de más larga duración, Hola El Salvador. En 2011, Mayorga se convirtió en conductora de su propio show, Milena tu amiga, en Canal 12.
Luego en 2017 empezó a incursionar en el ámbito político iniciando su campaña por una diputación.

### Trayectoria política
Mayorga fue elegida diputada a la Asamblea Legislativa de El Salvador para el departamento de San Salvador de 2018 a 2021, como candidata de la Alianza Republicana Nacionalista. Sin embargo, en el 4 de junio de 2020, renunció su afiliación de ARENA, diciendo a la prensa, "No puedo seguir siendo cómplice del secuestro del partido por parte de los grupos de poder."
Después de su renuncia, en septiembre de 2020 el actual presidente, Nayib Bukele, la nombra en cadena nacional, como Embajadora de El Salvador ante los Estados Unidos, continuando actualmente en este cargo.

### Educación[citarequerida]
- Instituto Centroamericano de Estudios Políticos INCEP - Curso de Integración Centroamericana y Ciencias Políticas, Ciudad de Guatemala 2017.
- Instituto Teológico por Extensión - Internacional Bíblico Seminary Certificado de 2009 a 2012.
- Escuela de Comunicaciones Mónica Herrera - Licenciatura en Marketing y Comunicaciones Sociales de 1998 a 2000.
- Escuela de Comunicaciones Mónica Herrera - Técnico en Publicidad de 1997 a 1998.
- Universidad de Tulane - Teología de 1995 a 1997.

### Posturas legislativas
Como legisladora, en materia anticorrupción, Mayorga apoyó la creación de la Comisión Permanente contra la Corrupción (eliminada posteriormente por la administración Bukele), la creación de una Comisión Internacional contra la Impunidad en El Salvador y una ley para la repatriación de capitales robados o evadidos. En materia de relaciones exteriores, apoyó la creación de una comisión especial para dar seguimiento a la situación de compatriotas residentes en Estados Unidos ante el cese del Estatus de Protección Temporal (Temporary Protected Status, TPS), la ley especial para el ejercicio del voto desde el extranjero en las elecciones legislativas de 2021, la reforma de la ley de migración y extranjería, y la ratificación del Tratado sobre la Prohibición de las Armas Nucleares. Así mismo, votó a favor de todas las propuestas de parte del gobierno de Nayib Bukele en materia de préstamos, medidas fiscales y medidas sanitarias de protección en el marco de la pandemia de COVID-19.